# Síndrome d'encefalopatia mitocondrial neurogastrointestinal
La síndrome d'encefalopatia neurogastrointestinal mitocondrial (MNGIE, de l'anglès mitochondrial neurogastrointestinal encephalopathy syndrome) és una malaltia de tipus genètic que afecta els autosomes recessius. En ser una malaltia mitocondrial és causada pel mal funcionament del mitocondri degut a mutacions trobades en l'ADN mitocondrial (mtDNA).
Aquesta síndrome presenta desequilibris en sang de dos enzims molt importants per a la replicació del material genètic del mitocondri.
És una malaltia rara, per tant avui dia les portes estan obertes a noves investigacions i teràpies que permetin el seu eficaç tractament. El que té més bona acollida és la teràpia amb cèl·lules mare.
Anteriorment s'havia considerat que el trastorn MNGIE era un tipus d'anorèxia nerviosa, ja que uns dels símptomes més visibles és la pèrdua de pes massiva (caquèxia).

## Descripció
La síndrome d'encefalopatia neurogastrointestinal mitocondrial (MNGIE) és un trastorn genètic autosòmic recessiu poc freqüent que generalment apareix entre la segona i la cinquena dècada de la vida. A diferència de les usuals malalties mitocondrials, que són causades per mutacions en l'ADN mitocondrial (DNAmt), la MNGIE és causada per mutacions en el gen TYMP (localitzat al cromosoma 22q13.32), el qual és codificat l'enzim timidina fosforilasa. Una de les formes secundàries d'aquesta síndrome s'anomena MNGIE sense leucoencefalopatia i pot ser causada per mutacions en el gen POLG.
Al voltant de 50 mutacions en el gen TYMP han estat identificades en persones amb la síndrome de MNGIE. Les mutacions en aquest gen redueixen notablement o eliminen l'activitat de la timidina fosforilasa. L'escassetat d'aquest enzim permet que la timidina s'acumuli al cos en grans quantitats i un excés d'aquest compost és perjudicial per al DNAmt, ja que n'altera el funcionament habitual (manteniment i reparació). Consegüentment, les mutacions es poden anar acumulant a l'interior del DNAmt causant-li inestabilitat i també pot ser que els mitocondris continguin menys DNAmt de l'habitual. Tots aquests canvis genètics alteren el funcionament mitocondrial normal. Malgrat saber que les anomalies del DNAmt emmarquen els problemes digestius i neurològics característics de la síndrome MNGIE, encara es desconeix com el mitocondri defectuós causa els trets característics específics propis de la malaltia.

## Signes i símptomes
La MNGIE és un trastorn multisistèmic, ja que, a causa de trastorns genètics, afecta diversos òrgans i provoca un desenvolupament anormal de múltiples parts de l'organisme.
Els símptomes gastrointestinals poden incloure: alteració de la motilitat gastrointestinal, possiblement resultant en la pseudo-obstrucció en què les contraccions musculars del tracte gastrointestinal esdevenen ineficients i causen una mala absorció; borborigmes (sorolls hidroaeris abdominals); sacietat primerenca; diarrea o estrenyiment; gastroparèsia; nàusees i vòmits; pèrdua de pes, i diverticulitis.
Els símptomes neurològics poden ser: leucoencefalopatia difusa (afecció de la substància blanca cerebral), neuropatia perifèrica i miopatia. Els símptomes oculars poden ser: degeneració de la retina, oftalmoplegia (paràlisi dels músculs oculars) progressiva externa i ptosis (caiguda de les parpelles). A més, també es presenta debilitat muscular progressiva.

## Etiologia
La MNGIE és un trastorn autosòmic recessiu (és a dir, no està lligada al sexe i per tal que es manifesti cal heretar els dos al·lels mutants). Per tant, els progenitors han de ser com a mínim portadors de l'al·lel mutant; els heterozigots no presenten cap símptoma.
Els medicaments que interfereixen amb la funció mitocondrial s'han d'evitar tant com sigui possible i utilitzar amb precaució aquells que es metabolitzin al fetge.

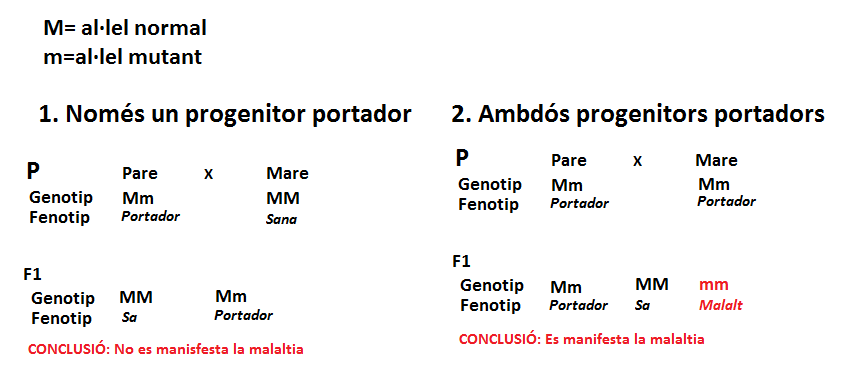
Model d'herència autosòmic recessiu

## Fisiopatologia
La síndrome de MNGIE ve ocasionada per la deficiència de timina fosforilasa al DNA mitocondrial arran d'una mutació al gen TYMP. Aquest gen (anteriorment conegut com a ECGF1) proporciona instruccions per fer l'enzim timidina fosforilasa. La timidina és un nucleòsid que, després de les pertinents modificacions químiques, s'usa com un bloc de construcció de la molècula de DNA. La timidina fosforilasa converteix la timidina en dues molècules més petites, 2-desoxiribosa 1-fosfat i timina. Aquesta reacció química és un pas molt important en la descomposició de la timidina, ja que ajuda a regular el nivell de nucleòsids a les cèl·lules. Les conseqüències d'aquest dèficit van des de les acumulacions de defectes qualitatius (supressions i duplicacions) i quantitatius (depleció) al DNA mitocondrial (DNAmt). El dany al DNA nuclear no sembla un factor de patogènesi de la síndrome de MNGIE.

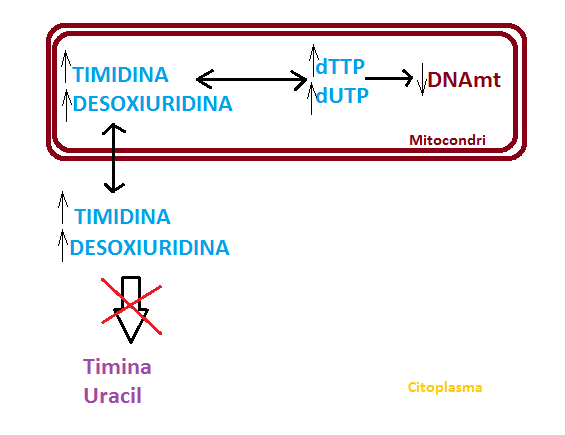
A causa de la mutació al gen TYMP l'enzim timina fosforilasa no funciona correctament, causant desequilibris químics a l'exterior i interior del mitocondri.

Durant la síntesi del DNAmt, la gamma polimerasa no és capaç de distingir entre dTTP i dUTP. Normalment, la incorporació de timina sobre l'uracil quan es replica el DNAmt es duu a terme mantenint una proporció elevada de dTT/dUTP (>10^5) al mitocondri. No obstant, en la síndrome de MNGIE, existeixen desequilibris en aquests desoxinucleòsids 5'-trifosfat mitocondrial (dNTP) causats per l'augment de desoxitimina i desoxiuridina, provocant una major incorporació d'uracil al DNAmt. Tot plegat comportarà que el DNAmt no sigui estable. Això es veu agreujat pel fet que el DNAmt té una capacitat de correcció d'errors més limitada que el DNA nuclear.
Com que el DNAmt es continua replicant durant tota la vida de l'individu, diversos teixits d'arreu del cos desenvolupen anormalitats com a resultat del deteriorament progressiu de la fosforilació oxidativa. Es poden observar acumulacions de DNAmt en els fibroblasts dels malalts de MNGIE, com també la depleció i la supressió de DNAmt en la majoria dels casos.
A l'examen postmortem s'observa atròfia i vacuolització de les cèl·lules del múscul llis i fibrosi intersticial a la capa externa de la muscularis propria, de l'estómac i de l'intestí prim. També destaca una proliferació acusada de mitocondris a la muscularis propria, a les cèl·lules endotelials i a les cèl·lules del teixit muscular llis de petites artèries als òrgans viscerals. Destaca una marcada depleció de DNAmt a l'intestí prim i a l'estómac, però no a les cèl·lules del teixit muscular llis. Això indica que la síndrome de MNGIE provoca l'alteració de la motilitat gastrointestinal: la baixa quantitat de DNAmt pot exposar les cèl·lules de la capa externa del teixit muscular llis de la muscularis propria als efectes tòxics de la timidina i la desoxiuridina.

## Patogènesi
La MNGIE és una síndrome que presenta irregularitats quantitatives pel que fa a les concentracions de timidina i desoxiuridina, així com qualitatives referents a l'ADNmt. Aquesta malaltia manifesta tot un seguit d'alteracions tissulars que fan que la patogènesi s'estudiï a nivell simptomològic, a més de fisiopatogènic.
L'embaràs i el part d'un nadó amb MNGIE és normal. El 60% dels malalts es comencen a manifestar a partir dels 20 anys quan s'enregistren els primers símptomes, ara bé, excepcionalment se'n sap d'un cas que va començar a manifestar-los als 5 mesos.
Abans de diagnosticar aquesta síndrome els pacients semblen persones sanes, malgrat que presentin puntualment signes de debilitat física (el que encara suporta més aquest mal funcionament de la cadena respiratòria del mitocondri, el pral complex proteic que genera energia en forma d'ATP).
En el 67% de casos estudiats i diagnosticats, apareixen com a primers símptomes les alteracions gastrointestinals i la pèrdua de pes (caquèxia). Les alteracions GI són causades alhora pels efectes combinats de la disfunció nerviosa-muscular i disfunció autonòmica. Aquesta va evolucionant lentament al llarg de la malaltia i inclou: sensació de sacietat, nàusees, episodis de dolor abdominal, diarrea,... Però simultàniament, i també ocasionat per les dificultats GI, s'experimenta una greu baixada de pes per part del pacient que s'aproxima a una mitja dels 15 kg, paradoxalment els nivells de concentracions de micronutrients (vitamines) es mantenen dintre la normalitat.
Un altre 21% mostra debilitat musculocular produït per la ptosi i l'oftalmoplegia, tot i que, ells són els que la pateixen no en són conscients realment d'aquesta.
Un símptoma que fluctua durant tot el transcurs de la síndrome és sens dubte la neuropatia sensorial que representa un 9%; perquè tots els malalts de MNGIE pateixen una neuropatia perifèrica. Tots aquests malalts compten amb una neuropatia desmielitzant (hipotèticament per la distribució desigual de DNAmt al llarg de les cèl·lules nervioses, per tant aquelles zones que pateixen més mutacions es trobaran més desmielinitzades i per consegüent, la velocitat de l'impuls nerviós es veurà afectat en aquests dominis) i, la meitat d'aquests amb una neuropatia axonal. Això es manifesta a partir de l'adormiment de les extremitats bàsicament.
Posteriorment, tot aquest entramat d'alteracions sistèmiques desemboca en problemes a nivell funcional. La leucoencefalopatia, la cirrosi hepàtica, anèmia i un augment significatiu de la proteïna CSF. Al final de la malaltia s'ha observat que els malalts patiran una insuficiència renal o hepàtica que desembocarà en una peritonitis que pot causar la mort. L'edat mitjana de sobreviure es troba entorn dels 37-38 anys (37.6 anys exactament).

## Diagnòstic
Cal la realització d'una RM cerebral. Ajuda al diagnòstic la presència de dismotilitat gastrointestinal severa, caquèxia, ptosis, oftalmoplegia externa, neuropatia sensomotora i leucoencefalopatia asimptomàtica.
També es basa en la història clínica familiar, al tractar-se d'una malaltia que segueix un patró autosòmic recessiu.

### Evidència directa
- Un augment en la concentració plasmàtica de timidina superior a 3 mmol / L i un augment en la concentració plasmàtica de desoxiuridina major que 5 mol / L.
- L'activitat de l'enzim timidina fosforilasa en els leucòcits (capa leucocitària) és menys del 10% de la mitja de control; en els individus simptomàtics observarem una absència de l'activitat de l'enzim timidina fosforilasa en la capa leucocitària, i activitat reduïda en els individus heterozigots asimptomàtics.
- Es detecten mutacions en el gen TYMP aproximadament en el 100% dels individus afectats.

### Evidència indirecta
- Anormalitats histològiques en estudiar la morfologia dels músculs. L'efectuació de la biòpsia revela una baixa proporció de fibres musculars amb proliferació dels seus mitocondris (fibres vermelles esquinçades), defectes en un o múltiples complexos enzimàtics que participen en la fosforilació oxidativa, el més comú és un defecte de citocrom c oxidasa. En el múscul esquelètic, però, no es poden veure anomalies mitocondrials en pacients de MNGIE. No obstant això, l'absència de la patologia en aquest mètode diagnòstic no exclou la possibilitat de patir la síndrome.
- Mutacions mitocondrials (DNAmt) adquirides en qualsevol teixit, detectades gràcies a les anàlisis southern blot i a la PCR (Reaccions en cadena de la polimerasa).
- La disminució de DNAmt es detecta per quantificació de DNAmt respecte al DNA nuclear.
- Altres alteracions metabòliques que causen un augment de la concentració en l'orina de desoxiuridina i timidina. Aquests compostos no són detectables en els controls ni en els heterozigots portadors de la mutació TYMP (el gen se seqüència).
- Augment post-mortem de nucleòsids en tots els teixits.

### Confirmació el diagnòstic
- La detecció de les concentracions plasmàtiques de timidina i desoxiuridina és suficient per efectuar el diagnòstic de la malaltia MNGIE.
- La mesura de l'activitat de l'enzim timidina fosforilasa en les mostres de la capa leucocitària confirma el diagnòstic.
- La seqüenciació del TYMP, pot identificar mutacions patogèniques per a l'avaluació de l'estat del portador.

### Determinació l'abast de la malaltia
Per determinar l'abast de la malalta en un individu afectat, es recomana el següent:
- EMG (tècnica per a l'avaluació i registre de l'activitat elèctrica produïda pels músculs esquelètics), NCV (test per veure com de ràpid els senyals elèctrics es mouen a través d'un nervi), ECG/EKG (Electrocardiograma), exploració oftalmològica, avaluacions auditives, del desenvolupament, de les funcions hepàtica i renal, de les concentracions plasmàtiques d'aminoàcids i de la concentració sèrica de lactat i piruvat.

A més, també hi ha l'avaluació de GI, que depèn dels símptomes i pot incloure radiografies abdominals, TC abdominal, radiografia de contrast gastrointestinal superior, endoscòpia digestiva, sigmoidoscòpia, gammagrafia de fase líquida i manometria antroduodenal.
Els estudis radiològics poden mostrar hipoperistaltisme, gastroparèsia, el duodè dilatat i diverticulosi. La manometria intestinal mostra una amplitud reduïda de les contraccions en aquesta zona.

## Tractament
El tractament fins aleshores amb més bona acollida per part dels pacients i més efectiu és la teràpia amb cèl·lules mare (cèl·lules hematopoètiques). La malaltia consisteix bàsicament en l'alteració d'un gen en el DNAmt i la pertinent alteració de la fisiologia mitocondrial que comporta greus problemes a nivell molecular. La mutació del gen TYMP que codifica l'enzim TPasa.
De resultes d'això, s'experimenta un dràstic augment de la timina i la deoxiuridina en sang i en teixits; i un sever desequilibri per part de deovinuleotids que causa moltes alteracions pel que fa a les delecions del DNAmt i origina punts d'origen de mutacions.
Per tant, un tractament obvi per tal d'eliminar aquests cossos tòxics de la sang és mitjançant hemodiàlisi. Aquesta teràpia fou aplicada a dos pacients que presentaven MNGIE, tot i que aquesta fou efectiva a curt termini, perquè tenia un efecte transitori i ajudava a progressar lentament la malaltia.
El tractament que es va dur a terme fou substituir la falta de TPasa utilitzant eritròcits o plaquetes la qual cosa va millorar els símptomes però paradoxalment es mantenien els nivells de nucleòtids en plasma.
Michio Hirano planteja un enfocament més radical per a l'enzim que es troba en sang i és la de proposar un tractament de substitució mitjançant cèl·lules hematopoètiques al·logèniques. Aquest ha resultat ser molt eficaç en una primera pacient de 43 anys i ha tingut èxit en 11 pacients més així tractats.
Tot i que, està en marxa tot un assaig clínic que confirmi que l'enfocament de Hirano, tot i ser arriscat, pot ser el tractament únic per a la MNGIE.

## Història
La primera descripció clínica d'MNGIE va ser feta el 1976 per Okamura i associats que van reportar que era "una miopatia congènita oculo-esquelètica amb mitocondris anormals de múscul i fetge”. No va ser fins a l'any 1999 que es va descobrir que la síndrome MNGIE és causada per mutacions en el gen de la timidina fosforilasa (TYMP), les quals provoquen una pèrdua de la funcionalitat.

## Epidemiologia
Aquesta és una malaltia rara, ja que la prevalença de la qual és encara desconeguda pels epidemiòlegs. Menys de 70 persones amb característiques compatibles amb MNGIE s'han enregistrat des que fou descrita per primer cop.
Tot i així no s'ha observat una predilecció ètnica per aquesta malaltia, sinó que es produeix en persones d'origen europeu mixta, Puerto Rico, jueus, americans, alemanys, espanyols i l'herència afroamericana.

## Investigació[calcitació]
A l'Institut de Recerca Hospital Universitari Vall d'Hebron, a la unitat de patologia neuromuscular i mitocondrial, s'han dut i s'estan duent a terme estudis preclínics relacionats amb MNGIE, tots ells dirigits pel Dr. Ramón Martí Seves.
Els títols dels diferents estudis són els següents:
- “Estudi preclínic del tractament de la síndrome d'encefalopatia mioneurogastrointestinal (MNGIE) mitjançant teràpia gènica, utilitzant un vector lentivíric en un model murí. Seguiment a llarg termini i sota la sobrecàrrega de timidina”.
- “Estudi preclínic de teràpia gènica per a la encefalomiopatia neurogastrointestinal mitocondrial mitjançant la transducció ex vivo del gen TYMP usant un vector lentiviral en un model de ratolí amb pell humanitzada”. (Període d'execució: 2013-2014)
- La Dr Bridget E Bax (St George's, University of London) aporta informació sobre la timidina fosforilasa encapsulada en eritròcits, un enfocament terapèutic que podria millorar les opcions de tractament actuals.